# Viola tezensis
Viola tezensis är en violväxtart som beskrevs av John Ball. Viola tezensis ingår i släktet violer, och familjen violväxter. Inga underarter finns listade i Catalogue of Life.